# Eupithecia undulataria
Eupithecia undulataria är en fjärilsart som beskrevs av Turati 1934. Eupithecia undulataria ingår i släktet Eupithecia och familjen mätare. Inga underarter finns listade i Catalogue of Life.